# Stéphane Jobard
Stéphane Jobard (Langres, 22 febbraio 1971) è un allenatore di calcio ed ex calciatore francese, di ruolo centrocampista.